# Clara Copponi
  Clara Copponi    (Ais de Provença, 12 de gener de 1999) és una ciclista francesa. Actualment corre a l'equip ciclista femení Lidl-Trek. Ha participat en dos Jocs Olímpics d'Estiu.

## Palmarès
- 2013
  -  Campiona de França de ciclisme en ruta cadets

- 2015
  - Copa de França de cadets

- 2016
  - 1a al Trofeu Alfredo Binda-Comune di Cittiglio júnior

- 2019
  - 1a a la Clàssic femení de Vienne Nouvelle-Aquitaine

- 2022
  - Vencedora d'una etapa al The Women's Tour[3]
  - 1a al Gran Premi de Fourmies

- 2025
  - 1a a la Schwalbe Women's One Day Classic
  - 1a al Gran Premi Mazda Schelkens

### Resultats a les Grans Voltes

#### Giro d'Itàlia
- 2022. 105a posició

#### Volta a Espanya
- 2023. 88a posició

## Palmarès en pista
- 2016
  -  Campiona de França en 500 metres júnior
  -  Campiona de França en persecucció júnior
- 2017
  -  Campiona de França en persecucció júnior
- 2018
  -  Campiona de França en persecucció per equips
  -  Campiona de França en americana
- 2019
  -  Campiona de França en persecucció per equips
  -  Campiona de França en americana
  -  Campiona de França en òmnium

- 2020
  - Plata al Campionat del món de ciclisme en pista Madison

- 2021
  - Campionat del món de ciclisme en pista Madison

- 2022
  - Campionat del món de ciclisme en pista Madison
  - Campionat del món de ciclisme en pista equips en persecució
  - Campionat d'Europa de ciclisme en pista equips en persecució
- 2024
  - Medalla d'Or als Campionats d'Europa en scratch
  -  Campiona de França en persecucció per equips
  -  Campiona de França en òmnium